# ニュースの森ふくしま
『ニュースの森ふくしま』（ニュースのもりふくしま）は、1990年4月2日から2005年3月25日までテレビユー福島で放送された平日夕方のローカルワイドニュース番組（『JNNニュースの森』の福島県ローカルパート）。「JNNニュースの森ふくしま」（番組開始から1994年9月30日まで）あるいは「TUFニュースの森ふくしま」（1994年10月3日から最終回まで）と別表記されることもあった。

## 概要
開局以来約6年間続いた『ワイドユー福島』に代わり、『JNNニュースの森』の開始に伴い始まった。
夕方帯ではJNN系列局の多くが老舗ローカルワイドニュース番組を放送していたため、「ニュースの森」を冠した夕方のローカルワイドニュースの番組名は少数派であった（その他には東北放送・チューリップテレビ・熊本放送など約6局程度）。当番組では、ニュースの森を内包した形で放送。
2005年3月に『JNNニュースの森』終了と同時に15年の歴史に幕を閉じ、3月28日から『イブニング・シックス』となった。なお、深夜に当日に放送したものを編集して『ニュースの森ふくしまダイジェスト』として放送されていた(次番組のイブニング・シックスまで放送)。

## キャスター
| 期間      | 期間      | 男性     | 男性     | 女性       | 女性       | スポーツコーナー |
| 期間      | 期間      | 月 - 水  | 木・金   | 月 - 水    | 木・金     | スポーツコーナー |
| --------- | --------- | -------- | -------- | ---------- | ---------- | ---------------- |
| 1990.4.2  | 1992.3.27 | 中村幹男 | 中村幹男 | 森島光恵   | 森島光恵   | （不在）         |
| 1992.3.30 | 1994.2.25 | 中村幹男 | 中村幹男 | 長瀬佳美   | 長瀬佳美   | 皆藤慎太郎       |
| 1994.2.28 | 1998.3.27 | 中村幹男 | 中村幹男 | 丹治智子   | 丹治智子   | 皆藤慎太郎       |
| 1998.3.30 | 1999.3.26 | 中村幹男 | 中村幹男 | 杉本栄美   | 杉本栄美   | （不在）         |
| 1999.3.29 | 2000.3.31 | 中村幹男 | 杉浦敦   | 杉本栄美   | 丸山有希子 | （不在）         |
| 2000.4.3  | 2001.3.30 | 中村幹男 | 中村幹男 | 中野知美   | 中野知美   | （不在）         |
| 2001.4.2  | 2002.9.27 | 水津邦治 | 水津邦治 | 中野知美   | 中野知美   | （不在）         |
| 2002.9.30 | 2004.3.26 | 水津邦治 | 水津邦治 | 唐橋ユミ   | 唐橋ユミ   | （不在）         |
| 2004.3.29 | 2005.3.25 | 水津邦治 | 水津邦治 | 茂木亜希子 | 茂木亜希子 | （不在）         |

## 主なコーナー
- スポーツコーナー
- お天気マップ（一時期、キリンビールがスポンサーだった）
  - ビアともクッキング

## セット
- 1992年4月 - 1996年3月 街角をイメージにしたセット。左と右に大きな窓、キャスター背後にはホリゾントや街灯やバルコニー、右手には「ニュースの森」のロゴの入った看板、中央部に花が飾ってあった。
- 1996年4月 - 2005年3月28日 暖かい印象を持つ大きな柱とパネルを強調したセット。左側の柱に「TUF」の文字と「JNNニュースの森」の初代→2代目→3代目→最終代のタイトルロゴをも映したモニターディスプレイテレビとがあった（その後、右手にはジ〜ンとJNNのロゴが縦軸のガラス棒とともに設置される）。後番組の「イブニング・シックス」でも一年間使用されたため、10年に渡り使用されることとなる。
  - 2002年頃までは、キャスターが座って伝えていたが、その後番組終了まで立つスタイルで伝えていた（後番組では再び座るスタイルに戻り、現在に至る）。

## 放送時間

### 平日
- 1990年4月2日 - 2000年3月31日 18:00 - 19:00（全国ニュースパート 18:00 - 18:30）
- 2000年4月3日 - 2001年3月22日 17:54 - 18:51?（全国ニュースパート 17:54 - 18:21）
- 2001年3月25日 - 2005年3月25日 17:50 - 18:51（全国ニュースパート 17:50 - 18:19）

## エピソード
- 2001年年末にキャスターを務めていた水津邦治が番組のエンディングで、パイプ式のキャスター椅子が突然下がってしまうことがあった。このことについてはハプニング大賞でも放送され、賞も受賞した。また、2003年年末のニュースの森ふくしまの特番でも名珍場面として放送され、その時のエピソードを水津が、当時のパートナーの唐橋ユミに対して話していた。
- 2003年5月26日18時24分の番組放送中に三陸南地震が発生。福島市内では震度4程度を観測、番組のセットや放送している第1スタジオの照明などが大きく揺れる様子が映された。

## 備考
- 番組のエンディングテーマに、山下達郎の「Blow」、米光美保の「風のPAVEMENT」、スピッツの「ロビンソン」、酒井ミキオの「夢のかけら」などが使用していたことがあったが、放送末期には特定のインストルメンタルの曲のみ使用していた。
- 番組開始前には予告として、17時前頃に女性キャスターが当日のニュースや特集の項目などを読み上げていた。